# Jorge Arancibia
Jorge Patricio Arancibia Reyes (Santiago, 17 de septiembre de 1939) es un exmarino, político y diplomático chileno. Fue almirante y comandante en Jefe de la Armada de Chile. Fue senador durante el periodo legislativo 2002-2010 de la circunscripción 6, región de Valparaíso. En 2021 fue elegido convencional constituyente por el distrito 7.

## Familia y estudios
Hijo del General de División del Ejército de Chile Pedro Oscar Arancibia Arancibia y Olga Reyes Lanyon.
Sus estudios primarios y parte de los secundarios los realizó en el colegio Marista Instituto Alonso de Ercilla de Santiago, hasta los 15 años de edad cuando ingresó a la Escuela Naval Arturo Prat de la Armada de Chile en 1955, de la cual egresó como guardiamarina en 1960. Es ingeniero en Armas, Oficial de Estado Mayor y Magíster en Ciencias Navales y Marítimas con mención en geopolítica, con estudios en Chile, Inglaterra y España.
Contrajo matrimonio con Mónica Salomon Bongardt, tienen tres hijos y cinco nietos.

## Carrera naval
Durante su desempeño naval comandó varias unidades de superficie, entre ellas el patrullero Lautaro, el destructor Zenteno y el Almirante Cochrane. Entre 1980 y 1982 sirvió de edecán a Augusto Pinochet, siendo destinado posteriormente como agregado naval en la embajada de Chile en Buenos Aires.
Es designado contraalmirante en 1989 y vicealmirante en 1993, desde donde desempeña la labor de Jefe del Estado Mayor. El 14 de noviembre de 1997 fue designado por el presidente Eduardo Frei Ruiz-Tagle como Comandante en Jefe de la Armada. 
Después de desatar varias polémicas como comandante, tales como su viaje a visitar a Augusto Pinochet mientras permanecía detenido en Londres por requerimientos de la justicia española, sus comentarios sobre política contingente, y el anuncio de su candidatura senatorial, presentó su renuncia voluntaria al cargo el 18 de junio de 2001.

### Antecedentes militares
- 1955: Cadete Escuela Naval Arturo Prat
- 1960: Guardiamarina
- 1961: Subteniente
- 1964: Teniente segundo
- 1969: Teniente primero
- 1975: Capitán de Corbeta
- 1980: Capitán de Fragata
- 1985: Capitán de Navío
- 1989: Contralmirante
- 1993: Vicealmirante
- 1997: Almirante

## Carrera política
En junio de 2001 anunció por medio de la prensa, mientras aún ejercía la comandancia, que postularía en la elección parlamentaria de ese año, en el cupo de la Unión Demócrata Independiente (UDI), para optar al cargo de senador por la costa de la Región de Valparaíso, una vez concedido su retiro de la Armada. 
Su postulación parlamentaria fue calificada de grave por algunos sectores, al tratarse de un miembro de las Fuerzas Armadas en servicio activo y que ejercía la comandancia de la institución, que se manifestaba claramente en favor de una preferencia política, cuando la ley chilena ordena a los miembros de los cuerpos armados ser "obedientes y no deliberantes" (artículo 101 de la constitución de Chile). Después de la repulsa pública por su accionar, por parte de los diputados y senadores de la coalición oficialista Concertación, y ante la expresa molestia del entonces presidente Ricardo Lagos, el almirante presentó su renuncia voluntaria. 
Finalmente postuló en aquella elección parlamentaria, resultando electo con un 38,35%, en cupo único de la Alianza por Chile ya que uno de sus contendores, el empresario y político Sebastián Piñera del partido Renovación Nacional, desistió de su candidatura. Asumió el cargo el 11 de marzo de 2002, y desempeñó la presidencia de las comisiones de Intereses Marítimos, Pesca y Acuicultura, y de Vivienda y Urbanismo. Se mantuvo en el cargo hasta el 11 de marzo de 2010.
Entre 2011 y 2013, durante el primer gobierno de Sebastián Piñera, ejerció como embajador de su país en Turquía. Renunció a la UDI el 26 de julio de 2016.
En 2021 Arancibia postuló a las elecciones de convencionales constituyentes por el distrito 7, resultando elegido. En la Convención Constitucional forma parte de la Comisión de Derechos Humanos de aquel organismo, una medida que fue criticada por organizaciones de víctimas de la dictadura militar como la Agrupación de Familiares de Ejecutados Políticos, al igual que otros convencionales constituyentes, debido a sus vínculos con ese régimen. Los demás integrantes de la comisión decidieron excluir a Arancibia de las audiencias públicas de aquella instancia (con 10 votos a favor, 3 abstenciones y 2 en contra), sosteniendo que su presencia es un acto "altamente violento, que revictimiza y retraumatiza a las miles de víctimas y sus familiares, y a los sobrevivientes del terrorismo de Estado de Chile perpetrado durante la Dictadura entre 1973 y 1990".

## Controversias
En diciembre de 2016, y a propósito del escándalo de espionaje sexual de marinos contra sus compañeras al interior de la Fragata Almirante Lynch, Arancibia aseguró que durante sus años al mando de la Armada se opuso «terminantemente al ingreso de las mujeres». Los dichos generaron críticas, las que calificaron al exsenador de machista al cuestionar la inclusión de mujeres en la institución. Con la polémica desatada, Arancibia salió a aclarar sus palabras, afirmando que se trataba del criterio que tenía «hace 20 años», y que el personal femenino «ha sido un aporte sustantivo a la institución».
A principios de 2017, y en medio de la emergencia por los incendios forestales que afectaron a la zona centro sur del país, Arancibia aseguró en una entrevista a Radio Agricultura que el gobierno sabía quienes eran los responsables de provocar las llamas, y que poseía información de inteligencia sobre grupos que buscaban «producir terror».  Sus afirmaciones fueron duramente cuestionadas y llevaron a incluirlo junto con el empresario Juan Pablo Swett en una investigación encabezada por la Fiscalía de Chile, la que buscaba el origen de las noticias falsas  que circularon por aquel entonces en las redes sociales, que incluso culpaban a supuestos grupos terroristas de origen mapuche y colombiano como presuntos autores de los hechos.  El exalmirante declaró el 8 de febrero ante el Ministerio Público, descartando haber tenido información sobre los incendios desde servicios de inteligencia, aunque insistiendo con que no mintió con sus dichos.

## Historial electoral

### Elecciones parlamentarias de 2001
- Elecciones parlamentarias de 2001 a Senador por la Circunscripción 6, (Valparaíso Costa)[20]

| Candidato              | Pacto                          | Partido | Votos   | %     | Resultado |
| ---------------------- | ------------------------------ | ------- | ------- | ----- | --------- |
| Nelson Ávila Contreras | Concertación por la Democracia | PPD     | 137 125 | 38,53 | Senador   |
| Jorge Arancibia Reyes  | Alianza por Chile              | ILC     | 136 464 | 38,35 | Senador   |
| Aldo Cornejo González  | Concertación por la Democracia | PDC     | 67 957  | 19,10 |           |
| Manuel Cantero Prado   | Partido Comunista              | PC      | 6242    | 1,75  |           |
| Wilfredo Alfsen Ovando | Partido Humanista              | PH      | 5142    | 1,44  |           |
| Iván Ljubetic Vargas   | Partido Comunista              | PC      | 2921    | 0,82  |           |

### Elecciones de convencionales constituyentes de 2021
- Elecciones de convencionales constituyentes de 2021, para convencional constituyente por el distrito 7 (Algarrobo, Cartagena, Casablanca, Concón, El Quisco, El Tabo, Isla de Pascua, Juan Fernández, San Antonio, Santo Domingo, Valparaíso, Viña del Mar)[21]

| Candidato                  | Pacto               | Partido | Votos  | %    | Resultados   |
| -------------------------- | ------------------- | ------- | ------ | ---- | ------------ |
| Jaime Bassa Mercado        | Apruebo Dignidad    | ILYQ    | 43 507 | 13.1 | Convencional |
| Jorge Arancibia Reyes      | Vamos por Chile     | ILXP    | 21 523 | 6.5  | Convencional |
| Camila Zárate Zárate       | La Lista del Pueblo | ILZN    | 18 939 | 5.7  | Convencional |
| Agustín Squella Narducci   | Lista del Apruebo   | ILYB    | 17 710 | 5.3  | Convencional |
| Tania Madriaga Flores      | La Lista del Pueblo | ILZN    | 15 017 | 4.5  | Convencional |
| Raúl Celis Montt           | Vamos por Chile     | RN      | 13 733 | 4.1  | Convencional |
| Tomás Lagomarsino Guzmán   | La Lista del Pueblo | ILZN    | 12 614 | 3.8  |              |
| Luis Cuello Peña y Lillo   | Apruebo Dignidad    | PCCh    | 12 199 | 3.7  |              |
| Juan Rodríguez Oyarzún     | Vamos por Chile     | ILXP    | 12 075 | 3.6  |              |
| Cristián Bellei Carvacho   | Apruebo Dignidad    | ILYQ    | 9802   | 3.0  |              |
| Constanza Valdés Contreras | Apruebo Dignidad    | COM     | 6634   | 2.0  |              |
| Hotuiti Teao Drago         | Vamos por Chile     | ILXP    | 4974   | 1.5  |              |
| Pedro Cayuqueo Millaqueo   | Lista del Apruebo   | ILYB    | 4761   | 1.4  |              |
| María José Oyarzún Solís   | Apruebo Dignidad    | RD      | 2584   | 0.8  | Convencional |